# 赵相革
赵相革（1966年—），四川达县人，汉族，中华人民共和国政治人物、第十二届全国人民代表大会四川地区代表。
毕业于四川大学工商管理。2013年，担任全国人大代表。